# MPEG-4 Part 14
MPEG-4 Part 14 або MP4 — мультимедійний контейнер. Був створений для цифрового телебачення та пересилання мультимедіа через інтернет. Файли цього формату мають розширення *.mp4.
Формат MP4 уможливлює контроль швидкості пересилання та положення спектру сигналу, а також виправлення помилок.

## Неофіційні розширення
Компанія Apple активно використовує контейнер MP4, але використовує власні, не передбачені стандартом, розширення файлу:
- .m4a — аудіофайл містить потік у форматі AAC або ALAC. Може бути перейменований в .mp4;
- .m4v — файл містить аудіо та відео потоки. Може бути перейменований в .mp4;
- .m4b — файл AAC, що підтримує закладки. Використовується для аудіокниг і подкастів, використовується в онлайн-магазинах, подібних Apple ITunes Store;
- .m4p — захищений файл AAC. Використовується для захисту файлу від копіювання при легальному завантаженні авторської музики в онлайн-магазинах, подібних Apple ITunes Store;
- .m4r — файл рингтон використовуваний в Apple IPhone.

## Метадані
Файли MP4 можуть містити метадані, визначені стандартом, такі як: час створення файлу, тривалість, мовний код потоку, назва альбому, правовий статус твору тощо.